# Račni Vrh
Račni Vrh je naselje v Občini Domžale.